# Список синглов № 1 в США в 2021 году (Billboard)

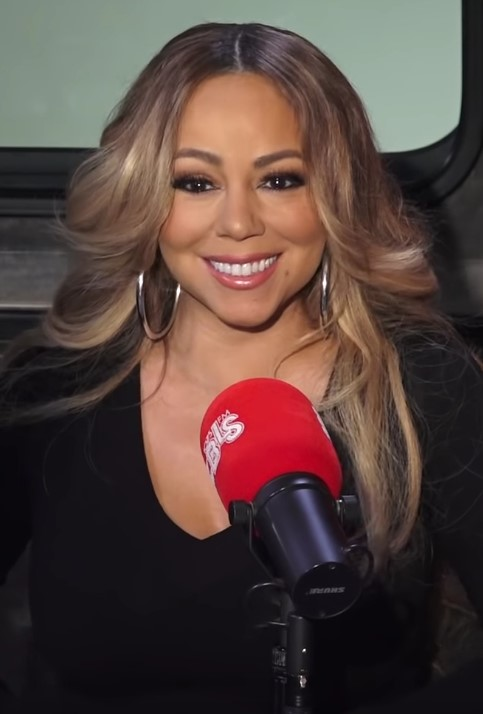
Мэрайя Кэри снова возглавила чарт со своим старым треком «All I Want for Christmas Is You», который дебютировал ещё четверть века назад назад (в 1994 году) и он стал её 19-м чарттоппером в Hot 100 в карьере (рекорд для сольных исполнителей)

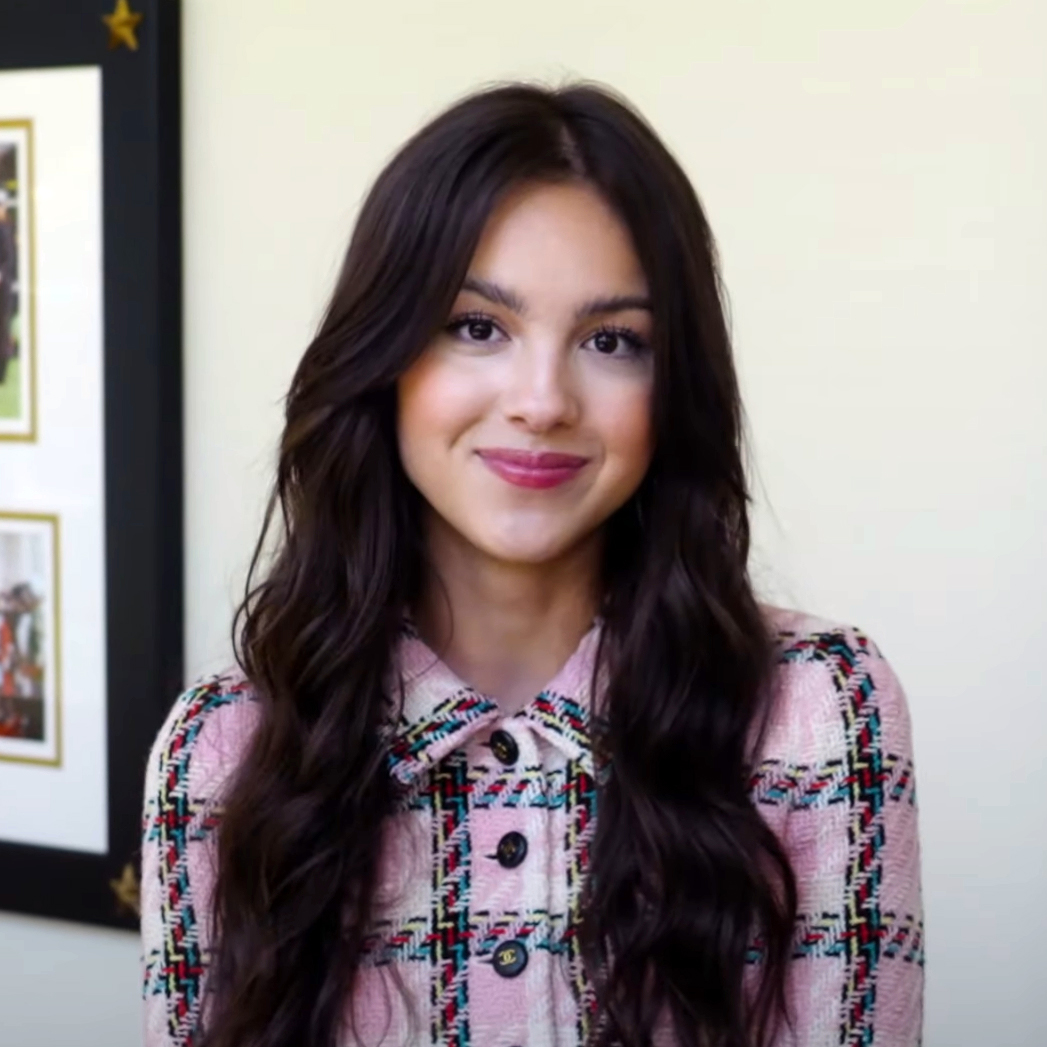
Американская певица Оливия Родриго возглавляла чарт с синглами «Drivers License» и «Good 4 U».

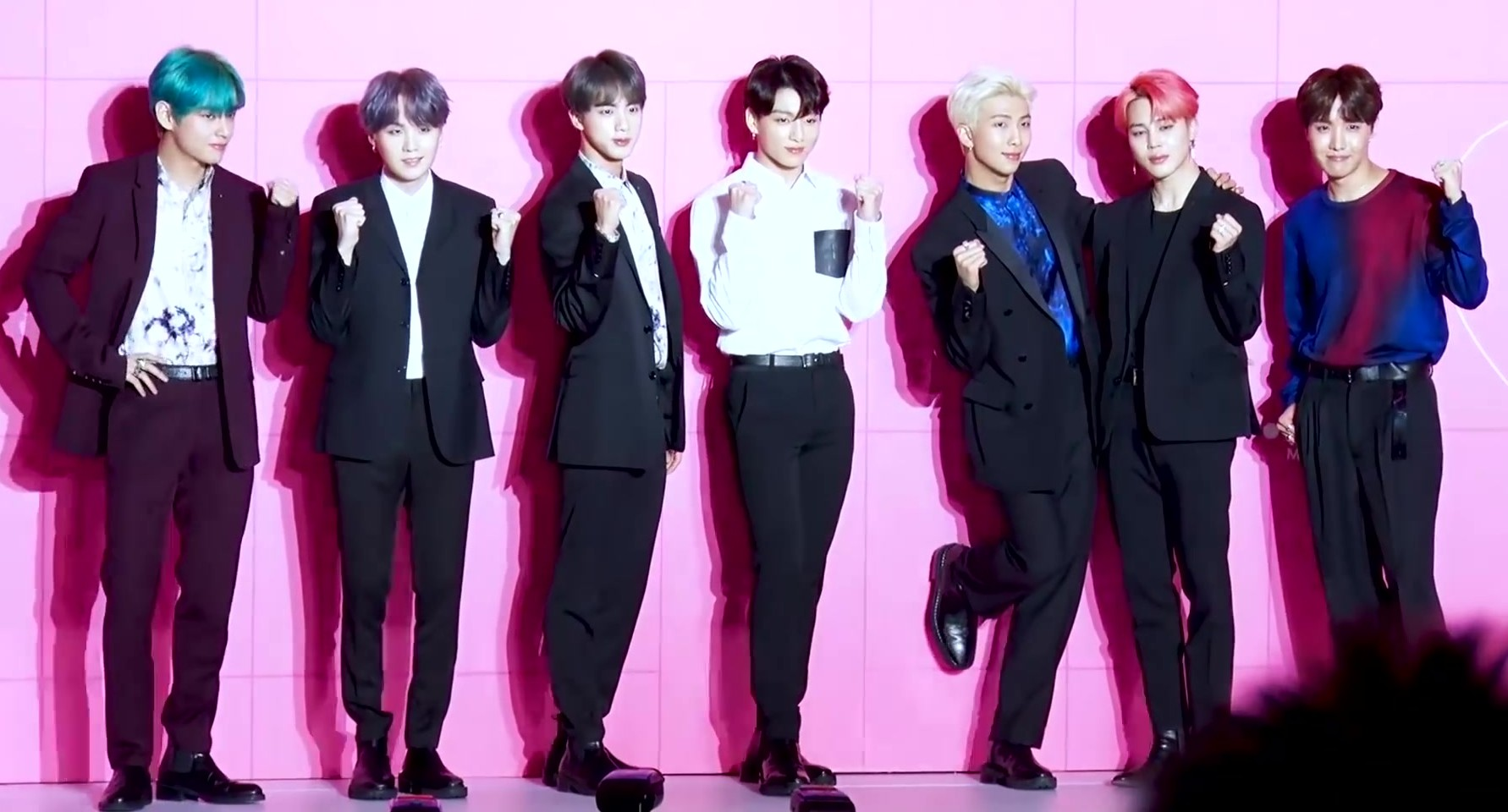
BTS 12 недель возглавляли чарт с синглами «Butter», «Permission to Dance» и «My Universe».

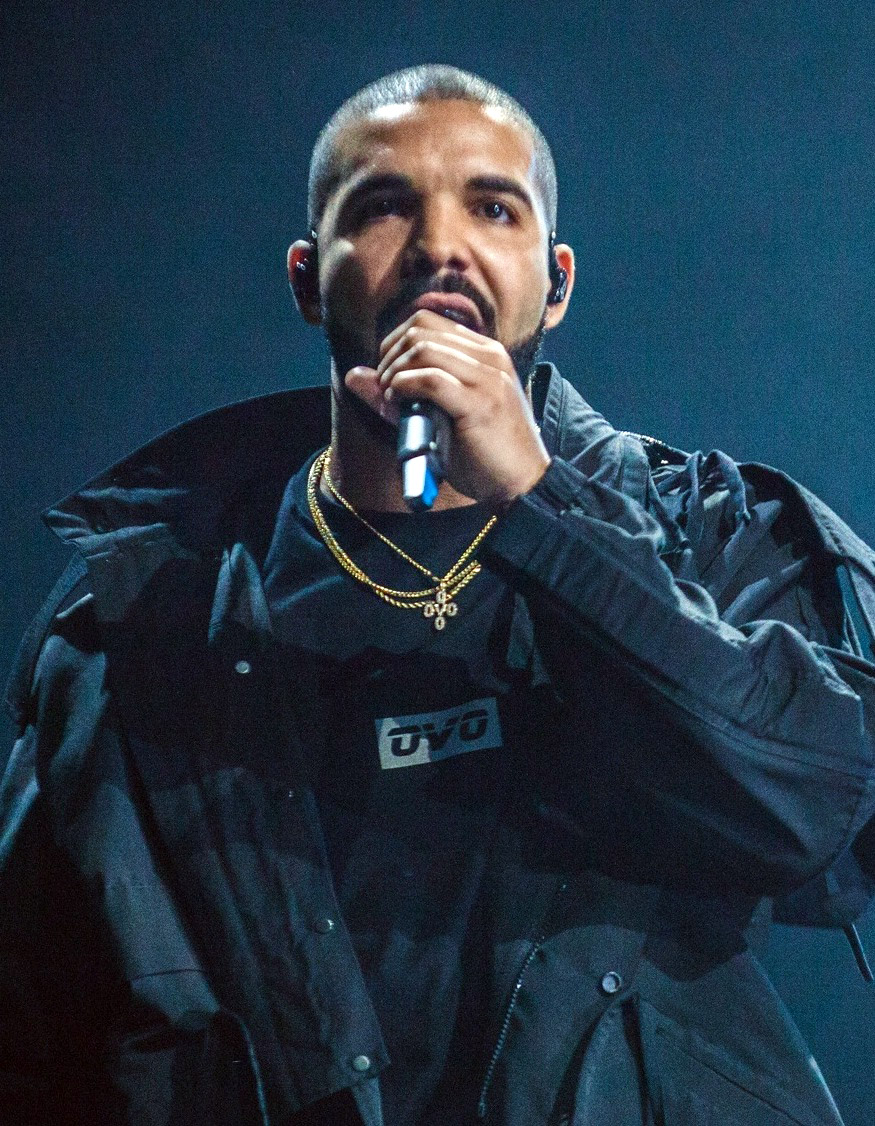
Канадец Дрейк в 8-й раз возглавил хит-парад

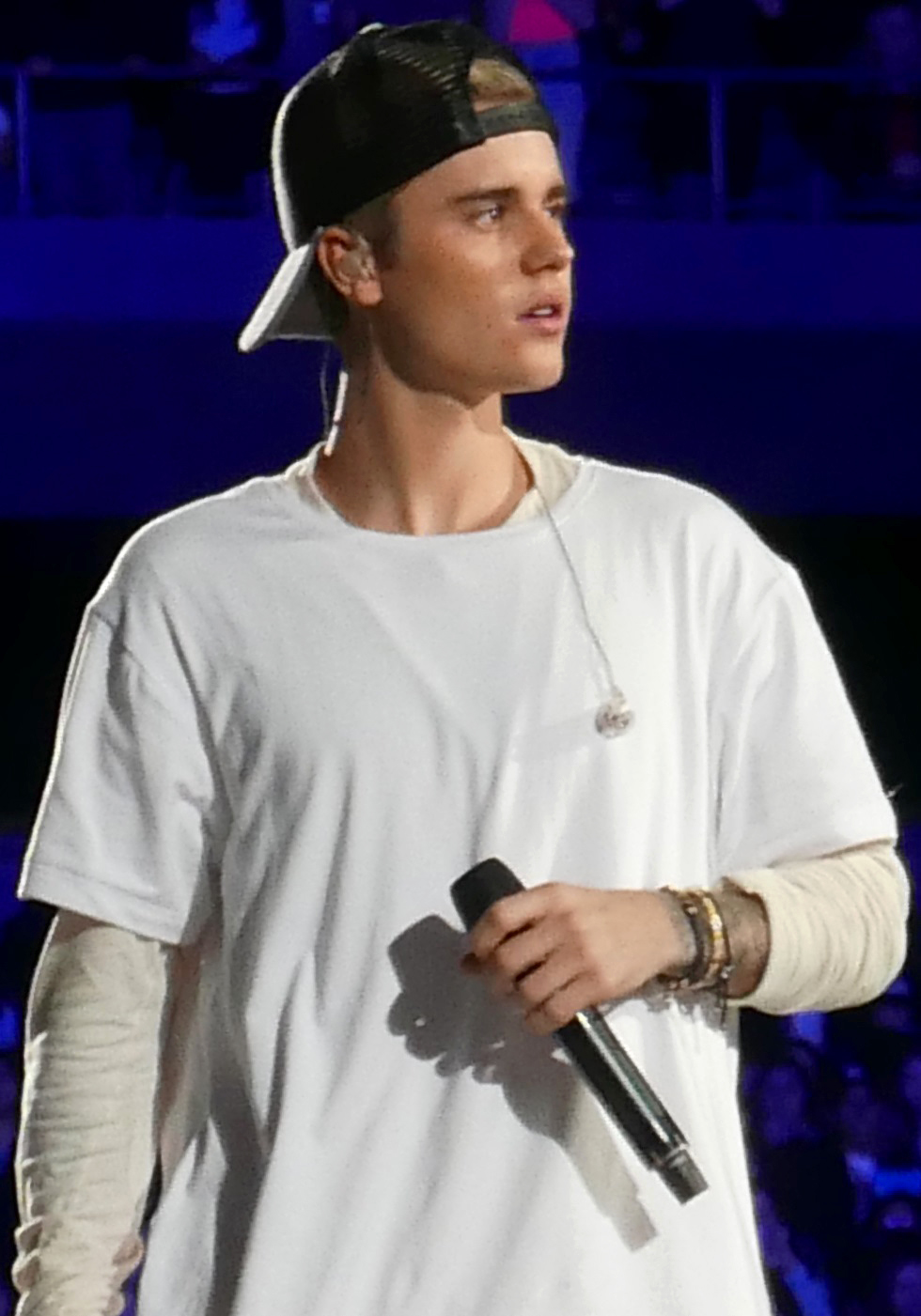
Джастин Бибер также в 7 и 8-й раз возглавил чарт США с песнями «Peaches» и «Stay».

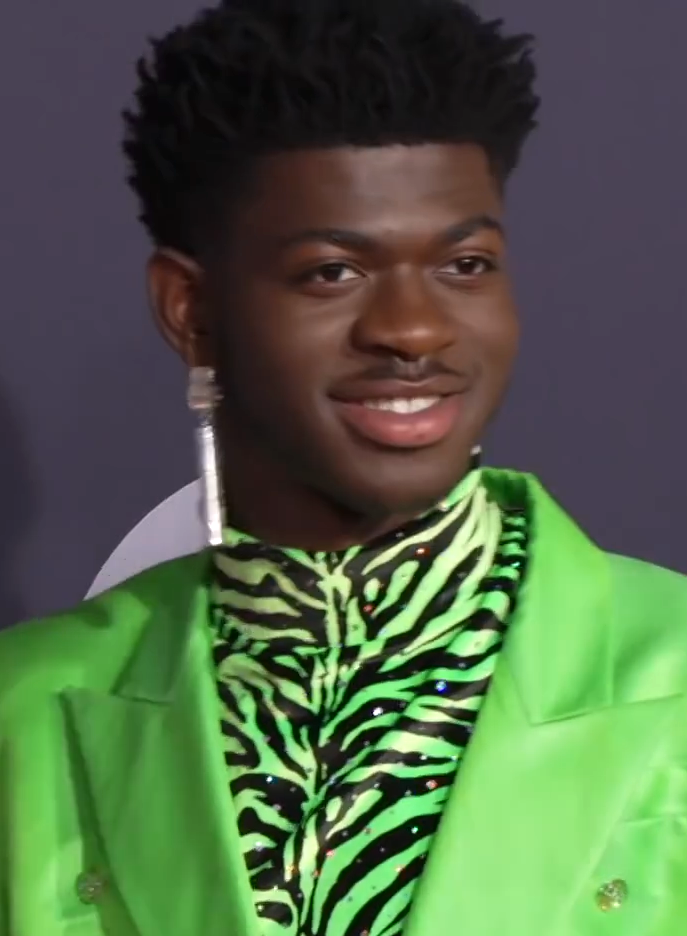
Американский рэпер Lil Nas X во 2-й и 3-й раз в своей карьере лидировал в США с синглами «Montero (Call Me by Your Name)» и «Industry Baby»; оба с его дебютного альбома Montero.

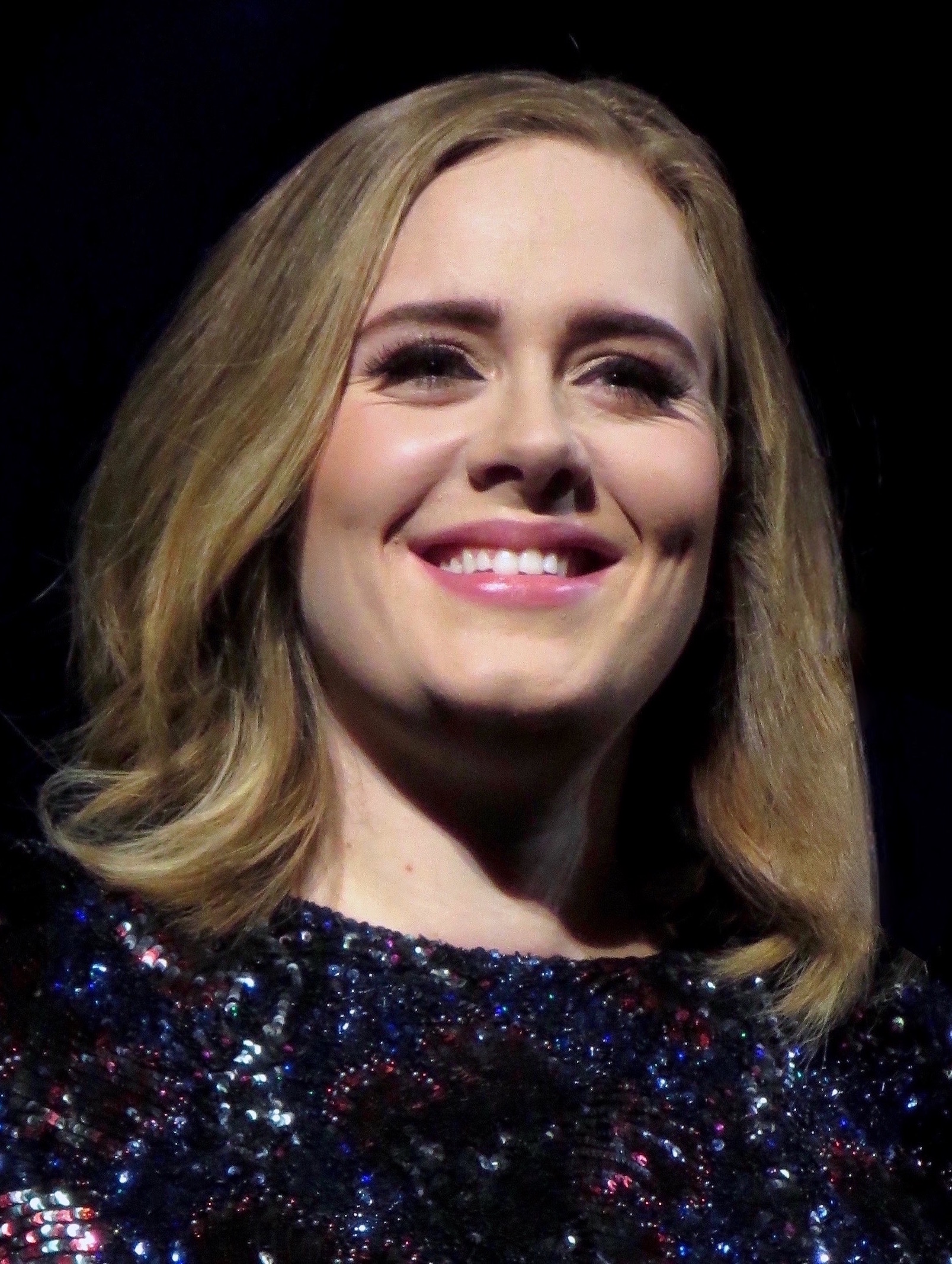
Британская певица Адель возглавляла чарт с синглом «Easy on Me».

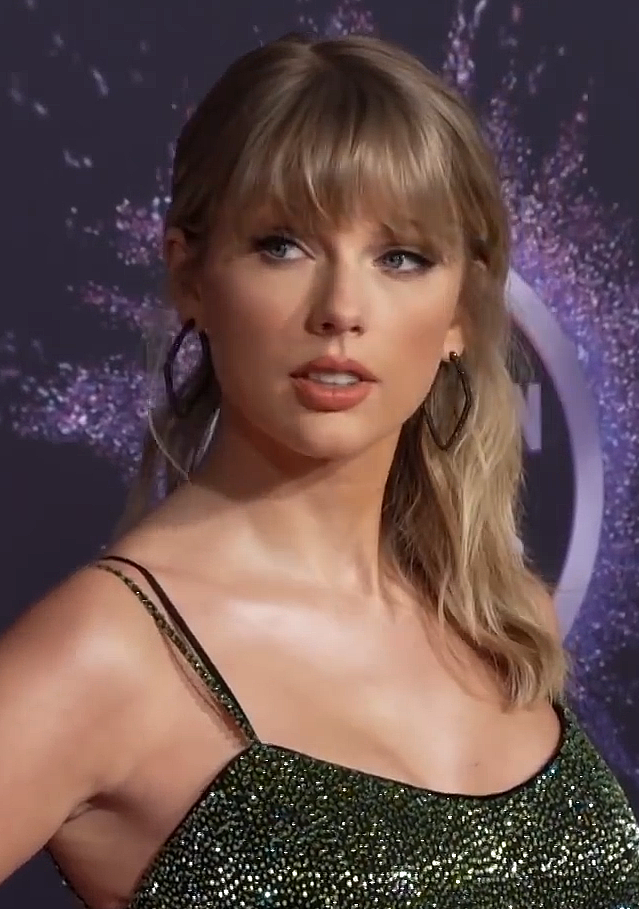
Тейлор Свифт возглавила чарт с синглом «All Too Well (Taylor’s Version)» одновременно с таким же успехом альбома Red (Taylor's Version).

Список синглов № 1 в США в 2021 году включает синглы, возглавлявшие главный хит-парад Северной Америки по итогам каждой из недель 2021 года (данные становятся известны заранее, так как публикуются на неделю вперёд). В нём учитываются наиболее продаваемые синглы (песни) исполнителей США, как на физических носителях (лазерные диски, грампластинки, кассеты), так и в цифровом формате (mp3, просмотр видео, радиоэфиры, стриминг и другие). Составляется редакцией старейшего музыкального журнала США Billboard и поэтому называется Billboard Hot 100 («Горячая Сотня» журнала Billboard).
Восемь исполнителей (семь песен) впервые возглавили чарт в 2021 году.

## Методика и изменения
C февраля 2021 года при подсчёте баллов начали учитывать стрим-потоки платформ Audiomack, Sonos Radio и Sonos Radio HD, теперь они входят в данные, которые используются в чартах Hot 100, Billboard 200, Artist 100 и Billboard Global 200, а также во всех других американских и глобальных чартах Billboard, которые включают потоковые данные.
С 17 июля 2021 года изменяется трекинг времени для компиляции еженедельного хит-парада. Неделя отслеживания продаж (sales), потоковой передачи (streaming) и радиоэфиров (airplay) начинается в пятницу и заканчивается в следующий четверг. Раньше радиоэфиры отслеживались с понедельника по воскресенье, но начиная с чарта от 17 июля 2021 года неделя была скорректирована для точного согласования по времени с двумя другими показателями. Данные подсчётов с пятницы по четверг публикуются во вторник с официальной датой следующей субботы. При этом топ-10 Hot 100 и другие основные моменты по-прежнему будут публиковаться каждый понедельник после полудня (за исключением недель, на которые повлияли праздничные дни) в еженедельных обзорах топ-10 на сайте. billboard.com и в социальных сетях, а полные чарты будут продолжать обновляться на billboard.com каждое утро вторника. Другие «Hot» чарты, которые используют данные Radio Songs, также переключаются на неделю отслеживания эфира с пятницы по четверг: Hot Country Songs, Hot R&B/Hip-Hop Songs, Hot R&B Songs, Hot Rap Songs, Hot Rock & Alternative Songs, Hot Alternative Songs, Hot Hard Rock Songs, Hot Latin Songs, Hot Dance/Electronic Songs, Hot Christian Songs и Hot Gospel Songs. Это изменение не влияет только на чарты радиоформатов для конкретных жанров, такие как Pop Airplay, Country Airplay, Mainstream R&B/Hip-Hop Airplay, Rock & Alternative Airplay и Latin Airplay, и другие.

## Общие сведения
- 2 января 2021 года хит-парад снова возглавил сингл «All I Want for Christmas Is You» американской певицы Мэрайя Кэри, в сумме это пятая его неделя на первом месте (и девятая неделя на вершине чарта Streaming Songs, а также 45-я неделя на вершине Holiday 100, запущенного в 2011 году). А для певицы это её 84-я неделя на первом месте и абсолютный рекорд, далее идут Рианна (60 недель на № 1) и The Beatles (59). Сингл стал первым в истории, кому удалось быть на первом месте Hot 100 в три разных года (21 и 28 декабря 2019, 4 января и 19 декабря 2020 и 2 января 2021). Ещё один старый хит «Last Christmas» (1984) британской группы Wham! впервые попал в десятку лучших (с 14 на 9-е место)[1].
- 9 января 2021 года на вершину вернулся ещё один прошлогодний лидер сингл «Mood» в исполнении 24kGoldn при участии Iann Dior, в сумме это седьмая его неделя на первом месте. Это повтор рекорда с четырьмя возвращениями на вершину чарта Hot 100, ранее установленного хитом «Nice for What» канадца Дрейка (2018 год). Сингл «Mood» продолжил возглавлять три мультиформатных чарта Hot Rock & Alternative Songs (18 недель № 1), Hot Alternative Songs (18) и Hot Rap Songs (12), а также два радиочарта Radio Songs (10) и Pop Songs (5). Вернулся из-за пределов лучшей сотни на третье место и сингл «Blinding Lights» канадца The Weeknd, так как на прошлой неделе по существующим правилам он после 52 недель был «технически» удалён из списка Hot 100. Правило гласит, что песни с более чем 52 неделями в чарте удаляются, если они ниже 25-го места (и песни с более чем 20 неделями удаляются, если ниже 50-го)[7].
- 16 января 2021 года на вершине продолжал находиться сингл «Mood» в исполнении 24kGoldn при участии Iann Dior, в сумме это 8-я его неделя на первом месте. Сингл «Mood» продолжил возглавлять три мультиформатных чарта Hot Rock & Alternative Songs (19 недель № 1), Hot Alternative Songs (19) и Hot Rap Songs (13), а также радиочарт Radio Songs (11) и Streaming Songs (2)[8].
- 23 января хит-парад возглавил дебютный сингл «Drivers License» американской певицы Оливии Родриго[9]. 30 января он продолжил своё лидерство[10].
- 6, 13, 20, 27 февраля, 6 и 13 марта «Drivers License» продолжил своё лидерство (8 недель подряд). Ранее он был 4 недели на № 1 в Streaming Songs, и 3 недели возглавлял Digital Song Sales[11]. Сингл «Blinding Lights» канадца The Weeknd 65-ю неделю был в Hot 100 и увеличил рекорды по числу недель (52) в лучшей десятке Top-10 (Hot 100) и до 43 недель в лучшей пятёрке Top-5 (Hot 100). Также он увеличил рекорд соул-чарта (48 недели № 1 в Hot R&B Songs; а также был 11 недель на № 1 в Hot R&B/Hip-Hop Songs)[11].
- 20 марта 2021 года хит-парад возглавил сингл «What’s Next» канадского рэпера Дрейка, его 8-й чарттоппер. Атак как, на 2-м и 3-м местах дебютировали его же синглы «Wants and Needs» (при участии Lil Baby) и «Lemon Pepper Freestyle» (при участии Rick Ross), то Дрейк стал первым в истории музыкантом сразу дебютировавшим на первых трёх высших местах чарта. Он также стал третьим после группы The Beatles и певицы Арианы Гранде имеющим одновременно хиты № 1, 2 и 3 в Hot 100. В сумме у него теперь рекордные 45 хитов в top-10, 119 в top 40 и 231 в сотне лучших. Сингл также возглавил другие чарты: Streaming Songs (10-й чарттоппер и вместе с другими двумя дебютами там стало 51 хитов top 10), Hot R&B/Hip-Hop Songs (22-й чарттоппер, это рекорд), Hot Rap Songs (также рекордный 22-й чарттоппер). Ещё один абсолютный рекорд недели: сразу 4 дебюта top-4, на четвёртом месте дебютировал сингл «Leave the Door Open» дуэта Silk Sonic (Бруно Марс и Anderson .Paak). Сингл «Mood» продолжил возглавлять мультиформатные чарты Hot Rock & Alternative Songs (28 недель № 1) и Hot Alternative Songs (28), а ранее и Hot Rap Songs (17), а также радиочарт Radio Songs (11) и Streaming Songs (2)[12].
- 3 апреля на первом месте дебютировал сингл «Peaches» канадского певца Джастина Бибера при участии Daniel Caesar и Giveon. Это его 8-й чарттоппер и 23-й хит в top-10 Hot 100. Впереди него 15 музыкантов: Drake (45 синглов в top 10); Мадонна (38); The Beatles (34); Рианна (31); Майкл Джексон (30); Тейлор Свифт (29); Mariah Carey (28), Стви Уандер (28); Джанет Джексон (27), Элтон Джон (27); Lil Wayne (25), Элвис Пресли (25); Бибер, Уитни Хьюстон, Пол Маккартни и The Rolling Stones (все по 23). Бибер стал первым сольным мужчиной, в одну неделю одновременно дебютировавшим на первых местах и с синглом в Hot 100 и с альбомом в Billboard 200 (Justice). Среди всех музыкантов это дважды сделали певица Тейлор Свифт и группа BTS[13].
- 8 мая на первое место поднялся сингл «Save Your Tears» канадского музыканта The Weeknd и певицы Ариана Гранде, став шестым чарттопером для каждого из них и третьим с альбома After Hours (вместе с «Heartless» в 2019 и «Blinding Lights» в 2020). Это произошло впервые с 2018 года, когда три сингла Дрейка («God’s Plan», «Nice for What» и «In My Feelings») достигли первого места и все были с его альбома Scorpion. Всего шесть альбомов 2010-х годов имели такой же успех: Scorpion, Teenage Dream (Katy Perry, 5 чарттопперов, включая «California Gurls», титульный трек, «Firework», «E.T.», и «Last Friday Night (T.G.I.F.)», 2010-11), Loud (Рианна, «What’s My Name?», «Only Girl (In the World)» и «S&M», 2010-11); 21 (Адель, «Rolling in the Deep», «Someone Like You» и «Set Fire to the Rain», 2011-12); 1989 (Тейлор Свифт, «Shake It Off», «Blank Space» и «Bad Blood», 2014-15); Purpose (Джастин Бибер, «What Do You Mean?», «Sorry» и «Love Yourself», 2015-16). Ариана Гранде стала первой женщиной с тремя чарттопперами-дуэтами (где оба солиста в равных лидирующих ролях: «Rain on Me» с Леди Гагой и «Stuck With U» с Джастиным Бибером). Также Гранде вошла в элитную компанию с Полом Маккартни, имеющим три дуэта с песнями номер один: «Uncle Albert/Admiral Halsey» (с Линдой Маккартни, 1971); «Ebony and Ivory» (со Стиви Уандером, 1982); «Say Say Say»(с Майклом Джексоном, 1983-84). Шведский «титан» музыки Макс Мартин соавтор и сопродюсер «Save Your Tears» получил свой 24-й хит № 1 в Hot 100 как автор и 22-й как продюсер. Больше только у Маккартни (32) и Джона Леннона (26), и у продюсера Джорджа Мартина (23)[14]. Кроме того, The Weeknd стал первым мужчиной, чей альбом After Hours выдал три чарттоппера в три разных года. В целом, только Джанет Джексон имеет такое достижение, благодаря альбому Rhythm Nation 1814, давшему хиты номер один в 1989, 1990 и 1991[15].
- 29 мая на первом месте дебютировал сингл «Good 4 U» панк-рок певицы Оливии Родриго, её второй чарттоппер. Благодаря этому достижению Sour стал первым в истории дебютным альбомом с двумя синглами (включая «Drivers License»), дебютировавшими на первом месте чарта. Единственные предыдущие альбомы (но не первые в карьере), в которых были представлены два трека, каждый из которых дебютировал на вершине, принадлежали тогдашним уже хорошо известным звездам: Мэрайи Кэри — Daydream («Fantasy» и «One Sweet Day», 1995-96); Дрейк — Scorpion («God’s Plan» и «Nice for What», 2018); Ариана Гранде — Thank U, Next («Thank U, Next» и «7 Rings», 2018-19). В каждом случае это были уже пятые полноценные студийные пластинки этих музыкантов. Одновременно был установлен ещё один рекорд: сразу пять дебютов недели в top 10 (Hot 100). Кроме «Good 4 U» в лучшей десятке top 10 (Hot 100) дебютировали сразу четыре сингла рэпера J. Cole (включая «my.life» на № 2 в Hot 100 и он же был № 1 в Hot R&B/Hip-Hop Songs и Hot Rap Songs; и ещё три сингла на № 5, 7 и 8). А это произошло лишь в 4-й раз в истории и это повтор другого рекорда (сразу 4 дебюта одного музыканта в десятке), после сходных дебютных «квартетов» одного исполнителя: Drake (14 июля 2018), Lil Wayne (13 октября 2018) и Juice WRLD (25 июля 2020)[16]. Одновременно, благодаря достижениям синглов J. Cole, его новый альбом The Off-Season стал 29-м альбомом в истории с 5 и более синглам, попавшими в top 10 (Hot 100)[17]. А после выхода альбома Sour Родриго стала первой женщиной с не менее 11 песнями, одновременно находящимися в top 30 (Hot 100)[15]. Кроме того, Родриго в свои 18 лет стала шестым самым молодым сольным исполнителем, имеющим два чарттоппера. Ранее хиты номер один имели такие молодые тогда исполнители как Бренда Ли (15 лет, «I’m Sorry» и «I Want to Be Wanted», 1960), Тиффани (16, 2), Дебби Гибсон (18, 2), Моника (18, 2), Крис Браун (18, 2). Это не считая тех, кто по одному хиту имел в молодости, например, Стиви Уандер (в 13 лет, «Fingertips — Pt 2», 1963), Донни Осмонд (13, «Go Away Little Girl», 1971), Бритни Спирс (17), Кристина Агилера (18), Билли Айлиш (17), и молодых участников в составе групп (например, 14 летний Майкл Джексон в Jackson 5 в 1972)[18].
- 26 июня сингл «Blinding Lights» канадца The Weeknd находился 80-ю неделю в чарте Hot 100 и это второй рекордный результат в мире после хита Radioactive" группы Imagine Dragons (87 недель, 2012-14). Он также за первую половину 2021 года установил новые рекорды по числу недель в топ-5 (43, 13 марта), также как в топ-10, топ-20 и топ-40 (57, 71 и 76, соответственно)[15]. 24 июля эти показатели в топ-20 и топ-40 (Hot 100) увеличились в до 75 и 80 соответственно.
- С 5 июня по 17 июня чарт возглавлял сингл «Butter» корейской группы BTS (7 недель подряд).
- 24 июля песня «Permission to Dance» корейской группы BTS дебютировала на первом месте американского хит-парада Billboard Hot 100 , став их пятым чарттоппером и всего за 10 месяцев и 2 недели. Это самый быстрый подобный результат после Майкла Джексона, который свои 5 чарттопперов с альбома Bad получил за 9 месяцев и 2 недели в 1987-88 годах: «I Just Can’t Stop Loving You», «Bad» «The Way You Make Me Feel» «Man in the Mirror» и «Dirty Diana». Рекорд здесь у группы The Beatles, которая быстрее всех получила пять хитов номер один, за шесть месяцев в 1964 году: «I Want to Hold Your Hand», «She Loves You», «Can’t Buy Me Love», «Love Me Do» и «A Hard Day’s Night». Кроме того, песня стала 4-м дебютом на вершине Hot 100 (после «Dynamite», «Life Goes On», «Butter»), а группа четвёртым исполнителем с таким достижением, после Арианы Гранде (5 дебютов на № 1), Джастина Бибера (4) и Дрейка (4). Также «Permission to Dance» возглавил чарт Digital Song Sales, в 8-й раз в карьере BTS[19].
- 14 августа хит-парад возглавил сингл «Stay» в исполнении The Kid LAROI и Джастина Бибера, став для них первым и 8-м чарттоппером, соответственно. Для канадцев это повтор рекорда: столько же (8 хитов номер один) у Дрейка, а на третьем месте с 6 чарттопперами The Weeknd. Сингл поднялся на вершину с четвёртого места на пятой неделе нахождения релиза в чарте. The Kid LAROI стал первым за 40 лет сольным мужчиной из Австралии на первом месте Hot 100, впервые после Rick Springfield с «Jessie’s Girl» в 1981 году[20].
- 21 августа в чарте вторую неделю лидировал сингл «Stay», а на втором месте 11-ю неделю находился сингл «Good 4 U» (он же стал № 1 в Radio Songs) панк-рок певицы Оливии Родриго, что стало повтором рекорда «Exhale (Shoop Shoop)» певицы Уитни Хьюстон (1995—96)[21].
- 18 сентября на первом месте дебютировал хит «Way 2 Sexy» Дрейка (его 9-й чарттоппер) при участии Фьючера (1-й его чарттоппер из 126 попыток) и Young Thug (3-й номер один). Одновременно 9 из 10 синглов в десятке лучших были также дебютами Дрейка (это впервые в истории, абсолютный рекорд) и он повторил старый рекорд The Beatles 1964 года (№ 1 — «Can’t Buy Me Love», № 2 — «Twist and Shout», № 3 — «She Loves You», № 4 — «I Want to Hold Your Hand» и № 5 — «Please Please Me»), державшийся более полувека: первые пять лучших синглов у одного исполнителя, то есть, одновременно хиты № 1 («Way 2 Sexy»), № 2 («Girls Want Girls» feat. Lil Baby), № 3 («Fair Trade» feat. Travis Scott), № 4 («Champagne Poetry») и № 5 («Knife Talk» feat. 21 Savage & Project Pat) в Hot 100). А также ещё четыре дебюта Дрейка на № 7 («In the Bible» feat. Lil Durk & Giveon), № 8 («Papi’s Home»), № 9 («TSU») и № 10 («Love All» feat. JAY-Z). Все 21 песня с его нового альбома Certified Lover Boy дебютировали в Hot 100. Благодаря такому успеху и альбома Certified Lover Boy и сингла «Way 2 Sexy» на первых местах Billboard 200 и Hot 100, соответственно, Дрейк стал четвёртым исполнителем после Джастина Бибера (2021), группы BTS (дважды в 2020) и певицы Тейлор Свифт (она была первой и дважды в 2020), дебютировавшим на вершине этих чартов одновременно и с альбомом и с синглом. В сумме у него теперь рекордные 54 хита в top-10, 143 в top 40 и 258 в сотне лучших. Сингл также возглавил другие чарты: Streaming Songs (11-й чарттоппер Дрейка), Hot R&B/Hip-Hop Songs (23-й чарттоппер, это рекорд, далее идут с 20 хитами номер один Арета Франклин и Стиви Уандер), Hot Rap Songs (также рекордный 23-й чарттоппер). Сингл «Bad Habits» Эда Ширана вторую неделю лидировал в Radio Songs, а «Butter» группы BTS возглавлял 15-ю неделю чарт Digital Song Sales[22].
- 25 сентября на первое место вернулся сингл «Stay» (The Kid Laroi и Джастина Бибера). В сумме это 30-я неделя лидерства Бибера в Hot 100, и он по этому показателю теперь делит 15-е место с Полом МакКартни (подсчёт с 1958 года), уступая лидерам: Mariah Carey (её синглы пробыли в сумме 84 недели на № 1), Рианна (60), The Beatles (59), Дрейк (52), Boyz II Men (50), Usher (47), Бейонсе (41), Маукл Джексон (37), Элтон Джон и Бруно Марсс (оба по 34), Джанет Джексон и Katy Perry (33), Мадонна (32), Уитни Хьюстон (31), Бибер и МакКартни (по 30). Одновременно «Stay» возглавил Radio Songs (впервые для Лароя и в 5-й раз для Бибера, это рекорд чарта), а ранее был шесть недель на № 1 в Streaming Songs[23].
- 9 октября на первом месте дебютировал хит «My Universe» в исполнении британской группы Coldplay (2-х чарттоппер)и южнокорейской группы BTS (их шестой чарттоппер). Для Макса Мартина это его 23-й чарттопер в качестве продюсера (и он сравнялся с рекордным показателем Джорджа Мартина) и 25-й в качестве соавтора (третье место после Пола Маккартни и Джона Леннона, 32 и 26 соответственно). Это второй самый длинный разрыв между лидерами со времен Шер, чья «Believe» поднялась на вершину чарта от 13 марта 1999 года, что составляет рекордные на 10 дней меньше 25 лет с тех пор, как она в последний раз лидировала с «Dark Lady» в 1974 году. Среди групп Coldplay имеют второй в истории самый длительный разрыв между № 1 в Hot 100 после рекордного достижения The Beach Boys, когда их сингл «Kokomo» возглавил чарт 5 ноября 1988 года, спустя без одного месяца почти 22 года после прошлого их лидера «Good Vibrations» в 1966 году. Сингл «My Universe» также возглавил цифровой чарт Digital Song Sales, где это уже девятый номер один для группы BTS и увеличение их же рекорда среди всех групп, и рок-чарты Hot Rock & Alternative Songs и Hot Alternative Songs[24]. BTS стали вторыми после The Beatles, так как достигли значения в шесть номеров один в Hot 100 за год и чуть больше месяца. Это самый быстрый набор из шести лидеров с тех пор, как The Beatles набрали шесть чарттопперов за год и две недели в 1964-66 годах: «I Feel Fine», «Eight Days a Week», «Ticket to Ride», «Help!», «Yesterday» и «We Can Work It Out». The Beatles удерживают и второй рекорд для самого короткого промежутка времени из шести первых номеров один Hot 100, получив свои первые шесть лидеров за 10 месяцев и три недели в 1964 году: «I Want to Hold Your Hand» «She Loves You», «Can't Buy Me Love», «Love Me Do», «A Hard Day’s Night» и «I Feel Fine»[24]. BTS стали третьим исполнителем в истории с пятью дебютами на первом месте («Dynamite» "Life Goes On, «Butter», «Permission to Dance» и «My Universe») после Арианы Гранде и Дрейка. Сингл также стал первым в истории номером один в исполнении двух равно заявленных групп (Кто был близок к этому достижению? Сингл «I’m Gonna Make You Love Me» в исполнении Diana Ross and The Supremes и The Temptations, был № 2 в 1969 году). И ещё сингл стал первым треком британской группы, дебютировавшим на первом месте в США за всю историю чарта[24].
- 16 октября на первое место вернулся сингл «Stay» в исполнении The Kid Laroi и Джастина Бибера. Сингл также 4 недели возглавляет Radio Songs, а ранее 6 недель был № 1 в Streaming Songs. Ранее в истории было только три случая сходного долгого лидерства двух или более мужчин-солистов (но не постоянных дуэтов): «Despacito» (Luis Fonsi & Daddy Yankee, при участии Джастина Бибера, 16 недель № 1 с 27 мая 2017), «Ebony and Ivory» (Пол Маккартни и Стиви Уандер, 7 недель № 1 с 15 мая 1982), «Say Say Say» (Пол Маккартни и Майкл Джексон, 6 недель № 1 с 10 декабря 1983). Сингл «Essence[англ.]» (Wizkid+Джастин Бибер+Tems) вошёл в десятку лучших (№ 10) и стал для Бибера его 25-м хитом в top 10, сравнявшись по этому показателю с Элвисом Пресли. Лидируют здесь Дрейк (54), Мадонна (38), Beatles (34), Рианна (31), Майкл Джексон (30), Тейлор Свифт (29), Mariah Carey (28), Стиви Уандер (28), Джанет Джексон (27), Элтон Джон (27). Плюс к этому, кантри-певец Уокер Хейз с кроссовер-хитом «Fancy Like» поднялся на 3-е место (он 13 недель на первом месте в Hot Country Songs). И это лишь пятый кантри-хит в тройке лучших с 2012 года, когда введён новый стриминговый подсчёт кантри-чартов. Ранее это удалось таким синглам как «We Are Never Ever Getting Back Together» (Тейлор Свифт, 3 недели № 1 в Hot 100; 10 недель № 1 в Hot Country Songs; 2012), «Meant to Be» (Bebe Rexha & Florida Georgia Line, № 2 в Hot 100; рекордные 50 недель № 1 в кантри-чарте; 2017-18), «Forever After All» (Luke Combs, № 2 в Hot 100; 10; 2020-21), «I Hope» (Gabby Barrett, № 3 в Hot 100; 27; 2020-21). Сингл Дуа Липы «Levitating» достиг третьего в истории показателя по длительности нахождения в десятке лучших Hot 100, у него 38 недель, а больше только у двух хитов: «Blinding Lights» (57 недель; 2020-21, The Weeknd) и «Circles» (39; 2019-20, Post Malone)[25].
- 23 октября на 12-й неделе релиза на первое место поднялся сингл «Industry Baby» американских рэперов Lil Nas X и Джека Харлоу, их третий и первый чарттопперы, соответственно. А для Канье Уэста это его 5-й лидер чарта в качестве соавтора и сопродюсера. «Industry Baby» 8-ю неделю возглавляет чарты Hot R&B/Hip-Hop Songs и Hot Rap Songs. Сингл «Levitating» Дуа Липы находится в Топ-10 уже 39-ю неделю, повторив достижение «Circles» (Post Malone, 2019-20) и уступая лишь «Blinding Lights» (The Weeknd, 57 недель в top 10, февраль 2020-апрель 2021). Песня Эда Ширана Shivers вошла в лучшую десятку Hot 100 (девятый его сингл в десятке), где уже находится другой его хит «Bad Habits»[26].
- 30 октября на первое место поднялся хит «Easy on Me» британской певицы по имени Адель, её пятый чарттоппер, 7-й сингл в top-10 и 11-й в top-40 (он также второй № 1 в Streaming Songs и пятый лидер в Digital Song Sales; 9-й в top-10 в Radio Songs). Из британцев-солистов больше хитов номер один в США было только у четверых: Элтон Джон (9), Пол Маккартни (9), Джордж Майкл (8), Фил Коллинс (7), плюс рядом с Adele (5) и певица Оливия Ньютон-Джон (5; австралийка, рождённая в Кембридже)[27].
- 13 ноября третью неделю лидировал сингл «Easy on Me» (он же достиг № 1 в Adult Contemporary). Одновременно был установлен новый рекорд чарта (за все 63 года): спустя 42 недели после дебюта 16 января на сотом месте в топ-100 песня «Heat Waves» британской рок-группы Glass Animals впервые поднялась в Топ-10 (с 13-го на 10-е место) и 7-ю неделю лидировала в рок-чартах Hot Rock & Alternative Songs и Hot Alternative Songs. Ранее (в марте-апреле) она была на № 1 в Alternative Airplay. Прошлый рекорд принадлежал песне «Before He Cheats» (Carrie Underwood), которая 2 июня 2007 года спустя 38 недель поднялась в лучшую десятку[28].
- 27 ноября на первом месте дебютировал хит «All Too Well (Taylor’s Version)» (5- и 10-минутная версии) певицы Тейлор Свифт, её 8-й чарттоппер. Это 1113-й номер один в 63-летней истории Hot 100 и 58-й сразу дебютировавший на вершине. Также певица возглавила Streaming Songs (5-й раз, рекорд для женщин) и Digital Song Sales (23-й раз, увеличение общего рекорда). Это произошло одновременно с лидерством её альбома Red (Taylor’s Version) в чарте Billboard 200. За неделю 12-18 ноября «All Too Well (Taylor’s Version)» собрал 54,4 млн стрим-потоков, 286 тыс. радиоэфиров и 57800 цифровых загрузок. Кроме двух основных версий (5 мин 29 сек; 10 мин 13 сек) были ещё две: акустическая у длинной версии и «Sad Girl Autumn Version — Recorded at Long Pond Studios» (9 мин 58 сек). Также вышел в качестве официального видео короткий фильм «All Too Well: The Short Film» (14 мин 56 сек). Сингл стал 30-и хитом Свифт в лучшей десятке Hot 100 (шестой показатель, равный Майклу Джексону). Ещё несколько рекордов. Свифт — первый артист, который трижды дебютировал на вершине Billboard 200 и Hot 100 одновременно. Ранее это она сделала в 2020 году: Folklore и «Cardigan» заняли первое место в Billboard 200 и Hot 100, соответственно 8 декабря 2020 года; и затем повторила свой подвиг с «Willow» и Evermore 26 декабря 2020 года. По одному такому «золотому дублю» имеют BTS, Джастин Бибер и Дрейк. Учитывая (доминирующую) 10-минутную версию «All Too Well (Taylor’s Version)», песня теперь может считаться самой длинной песней № 1 по времени исполнения в истории Hot 100. Прежний рекорд был у «American Pie (Parts I & II)» Дона Маклина продолжительностью 8 минут 37 секунд, который удерживал его почти полвека, начиная с его первой из четырех недель на первом месте в январе 1972 года. «All Too Well (Taylor’s Version)» также дебютировал на первом месте кантри-чарта Hot Country Songs (9-й чарттоппер и второй за год после «Love Story (Taylor’s Version)» 27 февраля)[29].
- 18 декабря в чарте 7-ю неделю лидировал сингл «Easy on Me» британской певицы по имени Адель. Он также три недели № 1 в Radio Songs, а ранее был 5 недель № 1 в Streaming Songs и 2 недели № 1 в Digital Song Sales. Песня, пятая по счету «номер один Hot 100», является её третьей, правившей не менее семи недель, после «Rolling in the Deep» (семь, 2011) и «Hello» (10, 2015-16). Адель стала шестой артисткой с тремя или более такими № 1, присоединившись к Дрейку (пять); Мэрайя Кэри, Рианна (по четыре); Бейонсе и Boyz II Men (по три). Адель вошла в элитный клуб как единственный участник, который возглавлял Hot 100 в течение семи или более недель с ведущим синглом с трёх последовательных альбомов: «Rolling in the Deep» — с 21; «Hello» — от 25; а «Easy on Me» — от 30, что контролирует чарт Billboard 200 в течение третьей недели. Сразу пять рождественских песен вошли в десятку лучших. На второе место поднялся «All I Want for Christmas Is You» (Mariah Carey, 1994; и № 1 в Streaming Song), № 3 — «Rockin’ Around the Christmas Tree» (Brenda Lee, 1958), № 5 — «A Holly Jolly Christmas» (Burl Ives, 1964), № 6 — «Jingle Bell Rock» (Bobby Helms, 1957), № 10 — «It’s the Most Wonderful Time of the Year» (Andy Williams, 1963)[30].
- 25 декабря 2021 года хит-парад снова возглавил сингл «All I Want for Christmas Is You» американской певицы Мэрайя Кэри, в сумме это шестая его неделя на первом месте (и 13-я неделя на вершине чарта Streaming Songs, а также 49-я неделя на вершине Holiday 100, запущенного в 2011 году). А для певицы это её 85-я неделя на первом месте и абсолютный рекорд, далее идут Рианна (60 недель на № 1), The Beatles (59), Дрейк (52). Сингл стал первым в истории, кому удалось быть на первом месте Hot 100 в три разных года (21 и 28 декабря 2019, 4 января и 19 декабря 2020 и 2 января и 25 декабря 2021). «Christmas» стал 5-м для Кэри чарттоппером с более чем шестью неделями лидерства (она обошла по этому показателю Boyz II Men, Drake и Usher, у которых по 4 таких лидера). Всего 6 рождественских хитов в десятке лучших, в том числе «Rockin’ Around the Christmas Tree» (№ 2, Бренда Ли), «Last Christmas» (№ 9, Wham!; оригинал в 1984 был на № 13)[31].

## Список синглов № 1
| Дата        | Песня                             | Исполнитель                                      | Ссылка          |
| ----------- | --------------------------------- | ------------------------------------------------ | --------------- |
| 2 января    | «All I Want for Christmas Is You» | Мэрайя Кэри                                      | [ 1 ] [ 32 ]    |
| 9 января    | «Mood»                            | 24kGoldn при участии Iann Dior                   | [ 7 ] [ 33 ]    |
| 16 января   | «Mood»                            | 24kGoldn при участии Iann Dior                   | [ 8 ] [ 34 ]    |
| 23 января   | «Drivers License»                 | Оливия Родриго                                   | [ 9 ] [ 35 ]    |
| 30 января   | «Drivers License»                 | Оливия Родриго                                   | [ 10 ] [ 36 ]   |
| 6 февраля   | «Drivers License»                 | Оливия Родриго                                   | [ 37 ] [ 38 ]   |
| 13 февраля  | «Drivers License»                 | Оливия Родриго                                   | [ 5 ] [ 39 ]    |
| 20 февраля  | «Drivers License»                 | Оливия Родриго                                   | [ 40 ] [ 41 ]   |
| 27 февраля  | «Drivers License»                 | Оливия Родриго                                   | [ 42 ] [ 43 ]   |
| 6 марта     | «Drivers License»                 | Оливия Родриго                                   | [ 44 ] [ 45 ]   |
| 13 марта    | «Drivers License»                 | Оливия Родриго                                   | [ 11 ] [ 46 ]   |
| 20 марта    | «What’s Next»                     | Дрейк                                            | [ 12 ] [ 47 ]   |
| 27 марта    | «Up»                              | Карди Би                                         | [ 48 ] [ 49 ]   |
| 3 апреля    | «Peaches»                         | Джастин Бибер при участии Daniel Caesar и Giveon | [ 13 ] [ 50 ]   |
| 10 апреля   | «Montero (Call Me by Your Name)»  | Lil Nas X                                        | [ 51 ] [ 52 ]   |
| 17 апреля   | «Leave the Door Open»             | Silk Sonic (Бруно Марс и Anderson .Paak)         | [ 53 ] [ 54 ]   |
| 24 апреля   | «Rapstar»                         | Polo G                                           | [ 55 ] [ 56 ]   |
| 1 мая       | «Rapstar»                         | Polo G                                           | [ 57 ] [ 58 ]   |
| 8 мая       | «Save Your Tears»                 | The Weeknd и Ариана Гранде                       | [ 14 ] [ 59 ]   |
| 15 мая      | «Save Your Tears»                 | The Weeknd и Ариана Гранде                       | [ 60 ] [ 61 ]   |
| 22 мая      | «Leave the Door Open»             | Silk Sonic (Бруно Марс и Anderson .Paak)         | [ 62 ] [ 63 ]   |
| 29 мая      | «Good 4 U»                        | Оливия Родриго                                   | [ 16 ] [ 64 ]   |
| 5 июня      | «Butter»                          | BTS                                              | [ 65 ] [ 66 ]   |
| 12 июня     | «Butter»                          | BTS                                              | [ 67 ] [ 68 ]   |
| 19 июня     | «Butter»                          | BTS                                              | [ 69 ] [ 70 ]   |
| 26 июня     | «Butter»                          | BTS                                              | [ 71 ] [ 72 ]   |
| 3 июля      | «Butter»                          | BTS                                              | [ 73 ] [ 74 ]   |
| 10 июля     | «Butter»                          | BTS                                              | [ 75 ] [ 76 ]   |
| 17 июля     | «Butter»                          | BTS                                              | [ 6 ] [ 77 ]    |
| 24 июля     | «Permission to Dance»             | BTS                                              | [ 19 ] [ 78 ]   |
| 31 июля     | «Butter»                          | BTS                                              | [ 79 ] [ 80 ]   |
| 7 августа   | «Butter»                          | BTS                                              | [ 81 ] [ 82 ]   |
| 14 августа  | «Stay»                            | The Kid LAROI и Джастин Бибер                    | [ 20 ] [ 83 ]   |
| 21 августа  | «Stay»                            | The Kid LAROI и Джастин Бибер                    | [ 21 ] [ 84 ]   |
| 28 августа  | «Stay»                            | The Kid LAROI и Джастин Бибер                    | [ 85 ] [ 86 ]   |
| 4 сентября  | «Stay»                            | The Kid LAROI и Джастин Бибер                    | [ 87 ] [ 88 ]   |
| 11 сентября | «Butter»                          | BTS                                              | [ 89 ] [ 90 ]   |
| 18 сентября | «Way 2 Sexy»                      | Дрейк при участии Фьючера и Young Thug           | [ 22 ] [ 91 ]   |
| 25 сентября | «Stay»                            | The Kid Laroi и Джастин Бибер                    | [ 23 ] [ 92 ]   |
| 2 октября   | «Stay»                            | The Kid Laroi и Джастин Бибер                    | [ 93 ] [ 94 ]   |
| 9 октября   | «My Universe»                     | Coldplay и BTS                                   | [ 24 ] [ 95 ]   |
| 16 октября  | «Stay»                            | The Kid Laroi и Джастин Бибер                    | [ 25 ] [ 96 ]   |
| 23 октября  | «Industry Baby»                   | Lil Nas X и Джек Харлоу                          | [ 26 ] [ 97 ]   |
| 30 октября  | «Easy on Me»                      | Адель                                            | [ 27 ] [ 98 ]   |
| 6 ноября    | «Easy on Me»                      | Адель                                            | [ 99 ] [ 100 ]  |
| 13 ноября   | «Easy on Me»                      | Адель                                            | [ 28 ] [ 101 ]  |
| 20 ноября   | «Easy on Me»                      | Адель                                            | [ 102 ] [ 103 ] |
| 27 ноября   | «All Too Well (Taylor’s Version)» | Тейлор Свифт                                     | [ 29 ] [ 104 ]  |
| 4 декабря   | «Easy on Me»                      | Адель                                            | [ 105 ] [ 106 ] |
| 11 декабря  | «Easy on Me»                      | Адель                                            | [ 107 ]         |
| 18 декабря  | «Easy on Me»                      | Адель                                            | [ 30 ] [ 108 ]  |
| 25 декабря  | «All I Want for Christmas Is You» | Мэрайя Кэри                                      | [ 31 ]          |